# Locus

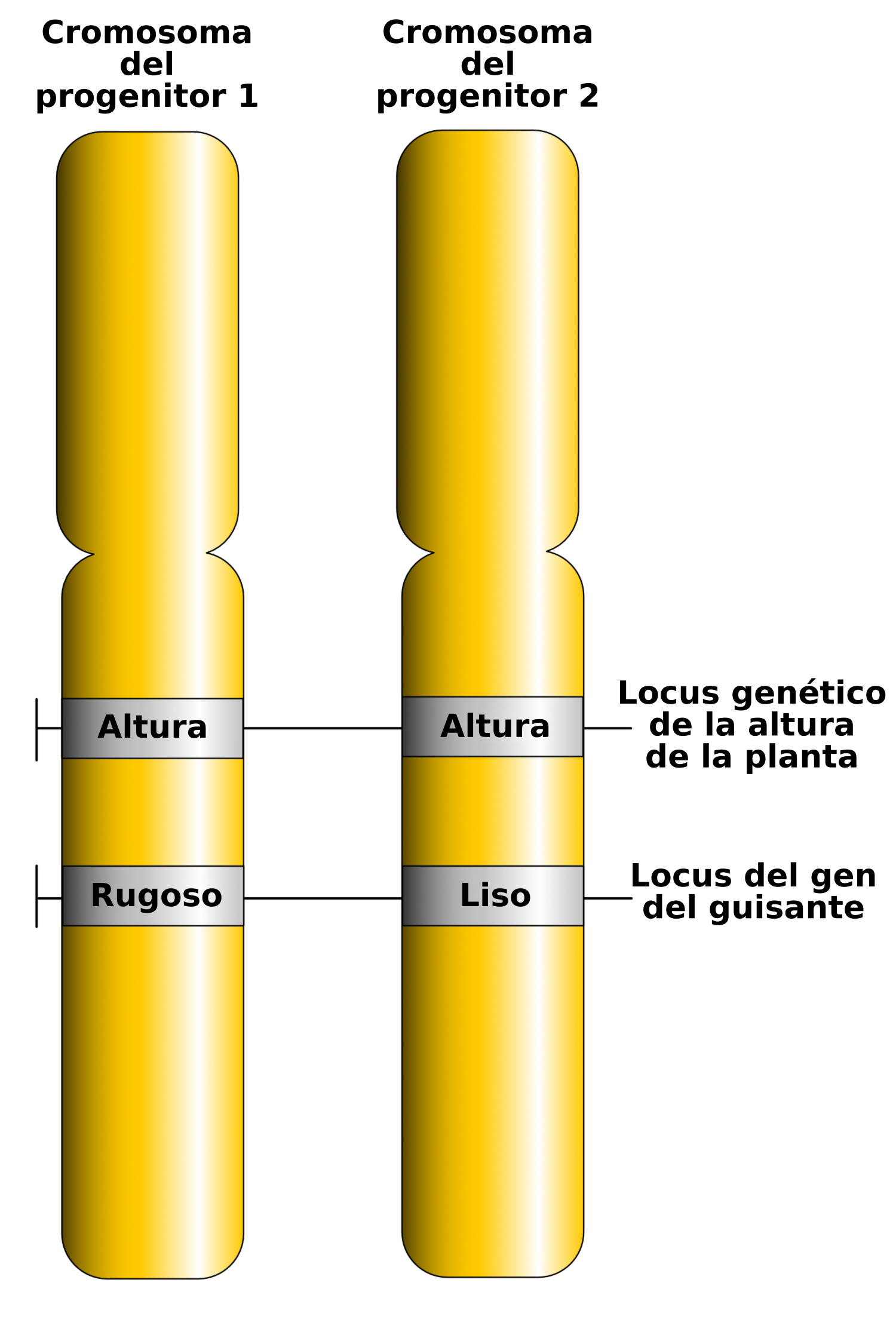
Esquema de dos genes, sus locus y alelos.

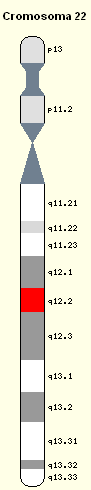
Ejemplos de bandas.

En genética, un locus (plural, "locus" o "loci") es una posición fija de un gen o de un marcador genético en un cromosoma. Cada cromosoma contiene múltiples genes, ocupando cada uno un locus diferente; en el genoma humano se estima que existen 19 000 - 20 000 genes codificantes de proteínas, en el conjunto haploide de 23 cromosomas.
La lista ordenada de loci conocidos para un determinado genoma se denomina mapa genético; la cartografía genética es la disciplina centrada en la creación de mapas genéticos, identificando el locus o loci responsables de producir un determinado carácter biológico o fenotipo. Por otra parte, el mapeo de asociación o "de desequilibrio de ligamiento" es un método para la identificación de loci de rasgos cuantitativos (QTLs, por sus siglas en inglés) y establecer asociaciones genéticas entre el genotipo y el fenotipo.
Una variante de la secuencia del ADN en un determinado locus se llama alelo. Las células diploides y poliploides cuyos cromosomas tienen el mismo alelo en algún locus se llaman homocigotos, mientras que los que tienen diferentes alelos en un locus, heterocigotos.

## Nomenclatura
Debido a que un locus puede ser cualquier segmento funcionalmente distinguible del ADN, estos pueden recibir una gran variedad de nombres, en función de su localización. Cuando este es un gen, el locus recibe el mismo nombre que el gen. Un ejemplo es el locus ABO, que corresponde al gen homónimo y codifica para la enzima encargada de determinar el grupo sanguíneo en humanos. Sin embargo, otros casos como los ARNs transferentes requieren una nomenclatura más compleja, ya que múltiples loci pueden codificar para el mismo transcrito de ARN.
El Comité de Nomenclatura de Genes de HUGO (HGNC) reconoce hasta 25 tipos diferentes de loci, en función de si se sitúan en regiones codificantes o no codificantes de proteínas, en ARNs no codificantes, clústers de genes, pseudogenes, elementos transponibles etc.
Un locus también puede identificarse mediante el Sistema Internacional de Nomenclatura de Citogenética Humana (ISCN), el cual está ampliamente estandarizado en citogenética y nombra un locus en función de su localización física en un cromosoma y el cariotipo de un organismo. Está basado en la aparición de bandas características para cada cromosoma cuando estos se someten a una tinción de Giemsa, también llamadas bandas G.
A continuación se muestra un ejemplo de nomenclatura para el locus "22p11.2" (ver figura de ejemplos de bandas):
| Componente | Notas |
| 22         | El número de cromosoma. |
| p          | La posición está sobre el brazo corto del cromosoma (p de petit en francés); q (de queue) indica el brazo largo. |
| 11.2       | Los números tras las letras representan la posición sobre el brazo: región 1, banda 1, y, tras el punto, subbanda 2. Las bandas son visibles bajo el microscopio cuando el cromosoma está adecuadamente teñido. Cada región se numera empezando por 1 la más cercana al centrómero. Bandas y subbandas son visibles a altas resoluciones. La correcta forma de leer estos números es "uno uno punto dos" (no "once punto dos"). |

Un rango de localizaciones se especifica de la misma manera. Por ejemplo, el locus del gen OCA1 se anotaría "11q14-q21", significando que está en el brazo largo del cromosoma 11, en algún lugar del ámbito de la banda 4 de la región 1 y de la banda 1 de la región 2.
Los extremos de un cromosoma se etiquetan como "pter" y "qter", y así "2qter" se refiere al telómero del brazo largo del cromosoma 2.